# Erythrocebus poliophaeus
Erythrocebus poliophaeus és una espècie de primat de la família dels cercopitècids. Viu a Etiòpia i el Sudan i podria estar amenaçat per la destrucció del seu hàbitat. Fou descrit per primera vegada el 1862 i posteriorment sinonimitzat amb la mona vermella (E. patas) el 1927. Tanmateix, una reclassificació duta a terme el 2018 confirmà que era una espècie a part. Se'l pot distingir de la mona vermella pel seu característic pèl facial, que sembla un bigoti de manillar.